# Sihyeon
Kim Si-hyeon (hangul: 김시현; Bundang-gu, Seongnam, Gyeonggi, 5 de agosto de 1999), más conocida por su nombre artístico Sihyeon, es una cantante surcoreana, conocida por ser la líder del grupo femenino surcoreano Everglow.

## Carrera

### Predebut
Kim compitió en la primera temporada de Produce 101 como aprendiz individual en 2016. Quedó en el puesto #40, y posteriormente firmó con Yuehua Entertainment. En 2018, se unió a la tercera temporada de la franquicia, Produce 48 junto a Wang Yiren y Choi Ye-na. Y terminaría quedando en el puesto #27.

### 2019-presente: Debut con Everglow y actividades en solitario
Kim debutó con Everglow el 18 de marzo de 2019, el grupo lanzó su primer álbum sencillo, Arrival of Everglow, con la canción principal "Bon Bon Chocolat".
El 7 de febrero de 2020, Sihyeon fue elegida como la nueva MC para el programa de música de SBS MTV "The Show" junto Juyeon y Minkyu de The Boyz.
El 1 de diciembre de 2020, ella y su compañera de grupo Yiren dieron positivo a la prueba de COVID-19
El 25 de mayo de 2021, se anunció que sería la nueva líder del grupo, ya que E:U no se sentía con fuerza para ocupar ese puesto.
En 2024 participó en el rodaje de la serie Salon de Holmes, que se estrenó en junio del año siguiente y supuso su debut como actriz.

## Filmografía

### Series de televisión
| Año  | Título          | Papel      | Cadena | Notas             | Ref.        |
| ---- | --------------- | ---------- | ------ | ----------------- | ----------- |
| 2025 | Salon de Holmes | Noh Yun-mi | ENA    | Debut como actriz | [ 6 ] [ 7 ] |

### Programas de televisión
| Año  | Título      | Papel       | Cadena  | Notas                   |
| ---- | ----------- | ----------- | ------- | ----------------------- |
| 2016 | Produce 101 | Concursante | Mnet    | Finalista #40           |
| 2018 | Produce 48  | Concursante | Mnet    | Finalista #27           |
| 2020 | The Show    | MC          | SBS MTV | Junto a Minkyu y Juyeon |